# Diinsoor
Diinsoor este un oraș din Bay, Somalia.